# Застырец, Аркадий Валерьевич
Аркадий Валерьевич Застырец (10 июня 1959 — 15 декабря 2019) — поэт, литературный переводчик, журналист, драматург. Известен как автор текстов песен групп «Сонанс», «Трек», «Степ», «Встречное движение», «ОТК» и «Кабинет».

## Биография
Родился 10 июня 1959 года в Свердловске в семье театральных артистов. В 1981 году окончил философский факультет Уральского государственного университета.
В 1981—1988 годах преподавал историю в гимназии № 2 Екатеринбурга. С 1988 года — корреспондент, с 1991 года — главный редактор газеты Уральского отделения РАН «Наука Урала». В 2003—2008 годах — главный редактор екатеринбургской газеты «Городские Куранты».
Кроме педагогической и журналистской деятельности Застырец сотрудничал со свердловскими рок-группами как автор текстов. Песни на его стихи присутствовали в репертуарах групп «Трек», «Кабинет», «Степ», «ОТК» и «Встречное движение». Причём на первых порах автор скрывался за псевдонимом Аркадий Куперин.
В 1994 году принимал участие в российско-американской конференции по современной поэзии «New Freedoms» в Нью-Йорке.
Член Союза писателей России. Известен как поэт, переводчик — с французского и старофранцузского, английского, словенского, прозаик, эссеист, публицист и драматург, автор доброго десятка пьес и оперных либретто. Его современная мистерия «Фауст навсегда» несколько лет с успехом шла на сцене Свердловский государственный академический театр драмы; его эксцентрическая комедия «Гамлет» послужила основой либретто оперы Владимира Кобекина «Гамлет, принц датский, трагедия российская», в 2009 г. поставленной в Московский музыкальный театр имени К. С. Станиславского и Вл. И. Немировича-Данченко; музыкальная драма Владимира Кобекина «Белая гвардия» на основе либретто А. Застырца поставлена на сцене Свердловский государственный академический театр музыкальной комедии. Его пьеса «Приручение строптивой» (игра в комедию Шекспира) поставлена на сцене Воронежский академический театр драмы имени А. В. Кольцова. Постановку его трагических импровизаций на тему знаменитой комедии Шекспира «Сон в летнюю ночь» осуществил Тамбовский драматический театр: http://tambovdrama.ru/content/page.php?id=353 «Настоящая принцесса» поставлена и идет в Черемховском драматическом театре, где по сей день служит мать А. Застырца.
Умер 15 декабря 2019 года. Похоронен на Широкореченском кладбище.

## Опубликованные произведения

### Публикации
- Стихи, переводы, проза, публицистика, драматургия — в журналах «Урал», «Уральский следопыт», «Несовременные записки», «Золотой век», «Знамя», «Новое литературное обозрение»
- переводы — в сборнике Дж. Р. Р. Толкина «Сказки» (Екатеринбург: издательство «Уральский рынок», 1993 г.), в книге Ц. Злобеца «Любовь двуединая» (Любляна: издательство «Едина», 1995 г.), в антологиях «New Freedoms» (в переводе на англ. яз., издательство Стивенсовского технологического института, Хобокен, Нью-Джерси, 1994 г.), «Современная уральская поэзия» (Издательство «Автограф», Челябинск, 1996 г.), «Ковчег» (Издательство «Банк культурной информации», Екатеринбург, 1997).

### Книги и произведения для театра
- Маркиз де Сад. Любомудрие в будуаре (перевод с франц., 1987)
- Пентаграммы (книга стихов, 1993). Редакция 2015 года: https://ridero.ru/books/pentagrammy/
- Франсуа Вийон. Прощание. Завещание. Стихотворения (перевод со старофр., 1994)
- Волшебник, Отшельник и Шут (стихи и переводы, 1996)
- Гамлет (эксцентрическая комедия в пяти действиях, 1998). Новая редакция: https://ridero.ru/books/gamlet/
- Сон в летнюю ночь. Трагические импровизации на тему комедии Шекспира): https://ridero.ru/books/son_vletnyuyunoch/ (недоступная+ссылка)
- Буря (трагедия): https://ridero.ru/books/burya/ (недоступная+ссылка)
- Приручение строптивой (игра в комедию Шекспира): https://ridero.ru/books/priruchenie_stroptivoj/ (недоступная+ссылка)
- Макбеты. Комедия ужасов в 25 сценах: https://ridero.ru/books/makbety/ (недоступная+ссылка)
- Deus Ex Machina (опыты в стихах и прозе, 1998)
- Я просто Пушкин. Эпизоды из жизни величайшего гения российской национальной словесности (1999): https://ridero.ru/books/ya_prosto_pushkin/
- Materies. Книга о вещах и веществах (сокращенный вариант опубликован в журнале «Урал», № 11—12, 2006)
- Вихри тепла (стихотворения, 2006)
- Кровь и свет Галагара (роман в жанре фэнтэзи, главы публиковались в журнале «Уральский следопыт»). Полный текст: https://ridero.ru/books/krov_i_svet_galagara/
- Фауст навсегда (современная мистерия в восьми картинах): https://ridero.ru/books/faust_navsegda/
- Конкорды (книга стихов, изд. ОМТА, 2010)
- Онейрокритикон (сборник стихотворений, М.: «Русский Гулливер» 2010): http://gulliverus.ru/pdf/206/ (недоступная+ссылка)
- Недорусь (phone-vision в двух действиях, в печатном виде не публиковалась, поставлена на сцене Екатеринбургского Камерного театра с названием «Недоросль 2»)
- Настоящая принцесса (волшебная комедия по мотивам евросказок для умных детей и их родителей), поставлена на сцене Екатеринбургского ТЮЗа. Полный текст: https://beta.ridero.ru/book/#!/55a64c4494b1c39809569f28/
- MATERIES, книга о вещах и веществах. ТО «Уральский меридиан», Екатеринбург, 2012.
- Стихи 1978—2014 гг. (серия ГУЛ, издательство Марины Волковой, Челябинск, 2014)
- Поджигатели. Патриотика в двух действиях. https://ridero.ru/books/podzhigateli/
- Йаго. Площадной гиньоль в 11 картинах: https://ridero.ru/books/jago/

## Премии
2011 г. — Премия губернатора Свердловской области за выдающиеся достижения в области литературы и искусства за книгу «Онейрокритикон» (М.: «Русский Гулливер» 2010): https://web.archive.org/web/20160304084544/http://mkso.ru/data/File/dosug/120416_ukaz%20o%20premiiyx.pdf
2013 г. — Премия имени П. П. Бажова за книгу «MATERIES» (ТО «Уральский меридиан», Екатеринбург, 2012). http://library.mephi.ru/934/935/433/1203